# Leszczka (województwo podlaskie)
Leszczka – wieś w Polsce położona w województwie podlaskim, w powiecie siemiatyckim, w gminie Siemiatycze.
W latach 1975–1998 miejscowość administracyjnie należała do województwa białostockiego.
Znajduje się przy drodze krajowej nr 19, ok. 6 km od Siemiatycz.
Wierni kościoła rzymskokatolickiego należą do parafii Wniebowzięcia Najświętszej Maryi Panny w Siemiatyczach.

## Historia
Historia Leszczki jest związana z rodem Leszczyńskich. Na początku XIV w. jeden z przedstawicieli rycerskiego rodu Wieniawitów Leszczyńskich z Leszna, na zaproszenie księcia mazowieckiego, wraz z przedstawicielami innych rodów rycerskich, osiadł we wschodniej części Mazowsza na darowanych mu 50-60 włókach ziemi, które nazwał Leszczką (według szacunków geodezyjnych obszaru Leszczki Wielkiej i Małej oraz wielkości późniejszych podziałów). 
Celem tego pierwszego osadnictwa rycerskiego była obrona Mazowsza od Jaćwieży, Prusów i Litwy. Druga faza osadnictwa na pograniczu Mazowsza i Podlasia to okres po bitwie grunwaldzkiej. 
W 1407 r. Leszczyńscy zbudowali modrzewiowy kościół w Perlejewie (Pierlejewie) i ufundowali parafię z wieczystą donacją 3 włók ziemi (ok. 50 ha). Jeden z Leszczyńskich zginął w bitwie pod Grunwaldem, walcząc w chorągwi Ziemi Drohinickiej Wielkiego Księstwa Litewskiego pod Wielkim Księciem Witoldem. Wieniawici Wielkopolscy walczyli w chorągwi Ziemi Śremskiej. 
Dwór w Leszczce spalili Tatarzy pod hetmanem Gosiewskim w 1656 r., idąc na Prusy. Modrzewiowy kościół w Pierlejewie spalili zaś Szwedzi w 1657 roku. Cała okolica była zdewastowana, a Leszczyńscy przenieśli się do Drohiczyna, gdzie mieli swój dworek w okolicy kapliczki św. Jana. Po kilkunastu latach odbudowali się już na gruntach Małej Leszczki bliżej Pierlejewa. 
W tradycji rodzinnej przetrwało, ale też i w dokumentach historycznych mówi się o tym, że jeden z przedstawicieli wielkopolskiego rodu Leszczyńskich o imieniu Rafał, miał związki z początkami reformacji luterańskiej. Studiując na uniwersytecie w Tybindze, Rafał zaprzyjaźnił się z Melanchtonem i razem z Marcinem Lutrem i studentami pojechał na słynną teologiczną dysputę z przedstawicielem papieża kardynałem Eckiem w 1519 r. (później przez długie lata prowadził korespondencję z Lutrem już z dysydenckiego Leszna). Otóż jeden z Leszczyńskich - Wacław, który nie przeszedł na "melanchtonową wiarę", nie chcąc mieć wiele wspólnego z dysydencką rodziną, przeniósł się do Leszczki. Było to około 1580 r. Od cesarza Fryderyka III w 1473 r. otrzymał Rafał Leszczyński tytuł hrabiowski (honoravit titulo comitatus de Lesna), który należny jest potomkom. 
W tradycji Leszczyńskich z Leszczki są barwne postaci jak np. Kacper, który ścigany wyrokiem za "poszczerbienie" Radziszewskiego, zaciągnął się w Brześciu do Lisowczyków i harcował z nimi po całej Europie, brał udział m.in. w zdobyciu Magdeburga. Jeszcze w sile wieku wrócił do Leszczki i udekorował ściany dworzyszcza rzadkimi okazami broni i kobierców. Ze spalonego przez Tatarów dworu ocalała podobno tylko wielkiej wartości krzywa damasceńska szabla, łuk turecki, inkrustowany macicą perłową i kielich ofiarowany do kościoła w Pierlejewie. 
Kacper nie ożenił się, lecz po powrocie wstąpił do klasztoru. Można przypuszczać, że powodem tej decyzji była potrzeba podsumowania grzechów młodości i okresu wojaczki.
Inną, znaczną postacią rodu był Maciej Leszczyński, wykształcony w kolegium drohickim. Był on łącznikiem pomiędzy konfederatami dzikowskimi a dworem w Królewcu króla Stanisława. W późniejszych latach zawędrował do mołdawskiego Benderu, aby tam stać się zaufanym kurierem Stanisława. Do Leszczki już nie powrócił. Ożenił się podobno z Wołoszką i zamieszkali na Węgrzech. 
Kolejnym przedstawicielem rodu był dziedzic Marcin, o którym mówiło się, że podczas Wiosny Ludów był na wojaczce w Wiecznym Mieście. Po powrocie z wojny zastał majątek w złym stanie, bowiem jego plenipotent przegrał długoletni proces z Zalewskimi o łąki nadbużańskie koło Grannego, a ponadto także i Borzymowie nie spłacili pożyczki ani procentów.